# NGC 3873
NGC 3873 је елиптична галаксија у сазвежђу Лав која се налази на NGC листи објеката дубоког неба.
Деклинација објекта је + 19° 46' 26" а ректасцензија 11h 45m 46,0s. Привидна величина (магнитуда) објекта NGC 3873 износи 12,9 а фотографска магнитуда 13,9. Налази се на удаљености од 87,563 милиона парсека од Сунца. NGC 3873 је још познат и под ознакама UGC 6735, MCG 3-30-106, CGCG 97-137, KCPG 300A, PGC 36670.